# Letiště Abú Simbel
Letiště Abú Simbel (IATA: ABS, ICAO: HEBL) je egyptské vnitrostátní letiště nacházející se 3 kilometry od města Abú Simbel.

## Letecké společnosti a destinace
| Letecká společnost | Destinace     |
| ------------------ | ------------- |
| EgyptAir Express   | Asuán, Káhira |